# Trentepohlia luzonensis
Trentepohlia luzonensis är en tvåvingeart som beskrevs av Edwards 1926. Trentepohlia luzonensis ingår i släktet Trentepohlia och familjen småharkrankar. Inga underarter finns listade i Catalogue of Life.